# Linea Rias
La linea Rias (北リアス線?, Riasu-sen) è una linea ferroviaria regionale a scartamento ridotto della prefettura di Iwate che segue il frastagliato litorale della costa del Sanriku. Unisce precisamente le stazioni di Sakari e di Kuji, rispettivamente nelle città di Ōfunato e Kuji.

## Storia
La linea Rias è stata creata il23 marzo 2019dalla fusione di 3 linee:
- Linea Rias-nord (北リアス線?, Kita-Riasu-sen) tra Kuji e Miyako
- Parte della linea Yamada tra Miyako e Kamaishi
- Linea Rias-sud (南リアス線?, Minami-Riasu-sen) tra Kamaishi e Sakari

Molte parti della linea sono state danneggiate dal terremoto e maremoto del Tōhoku del 2011. Il ripristino completo del servizio sulle linee è stato completato nell'aprile 2014.

## Servizi
La ferrovia, lunga circa 163 km, è interamente a binario singolo e a trazione termica, e possiede 41 stazioni totali. A causa del terremoto e maremoto del Tōhoku del 2011, la stazione di Shimakoshi è stata totalmente distrutta dalle onde dello tsunami, e per questo l'esercizio sulla linea è diviso in due tronconi, ciascuno eseguito a spola: Miyako - Omoto e Tanohata - Kuji. Nel 2014 è previsto il completamento del ripristino della stazione.

## Stazioni
- Tutte le stazioni si trovano nella prefettura di Iwate.

| Stazione              | Giapponese         | Distanza interst. | Distanza totale | Collegamenti                          | Posizione |
| --------------------- | ------------------ | ----------------- | --------------- | ------------------------------------- | --------- |
| Sakari                | 盛                 | -                 | 0.0             | JR East: Linea Ōfunato (servizio BRT) | Ōfunato   |
| Rikuzen-Akasaki       | 陸前赤崎           | 3.7               | 3.7             |                                       | Ōfunato   |
| Ryōri                 | 綾里               | 5.4               | 9.1             |                                       | Ōfunato   |
| Koishihama            | 恋し浜             | 2.9               | 12.0            |                                       | Ōfunato   |
| Horei                 | 甫嶺               | 2.3               | 14.3            |                                       | Ōfunato   |
| Sanriku               | 三陸               | 2.7               | 17.0            |                                       | Ōfunato   |
| Yoshihama             | 吉浜               | 4.6               | 21.6            |                                       | Ōfunato   |
| Tōni                  | 唐丹               | 6.1               | 27.7            |                                       | Kamaishi  |
| Heita                 | 平田               | 5.4               | 33.1            |                                       | Kamaishi  |
| Kamaishi              | 釜石               | 3.5               | 36.6            | JR East: Linea Kamaishi               | Kamaishi  |
| Ryōishi               | 両石               | 6.1               | 42.7            |                                       | Kamaishi  |
| Unosumai              | 鵜住居             | 2.2               | 44.9            |                                       | Kamaishi  |
| Ōtsuchi               | 大槌               | 4.0               | 48.9            |                                       | Ōtsuchi   |
| Kirikiri              | 吉里吉里           | 3.4               | 52.3            |                                       | Ōtsuchi   |
| Namiita-Kaigan        | 浪板海岸           | 1.8               | 54.1            |                                       | Ōtsuchi   |
| Iwate-Funakoshi       | 岩手船越           | 6.4               | 60.5            |                                       | Yamada    |
| Orikasa               | 織笠               | 3.8               | 63.3            |                                       | Yamada    |
| Rikuchū-Yamada        | 陸中山田           | 1.2               | 65.5            |                                       | Yamada    |
| Toyomane              | 豊間根             | 11.1              | 76.6            |                                       | Yamada    |
| Haraigawa             | 払川               | 4.1               | 80.7            |                                       | Miyako    |
| Tsugaruishi           | 津軽石             | 2.1               | 82.8            |                                       | Miyako    |
| Yagisawa Miyakotandai | 八木沢・宮古短大駅 | 5.4               | 88.2            |                                       | Miyako    |
| Sokei                 | 磯鶏               | 1.8               | 90.0            |                                       | Miyako    |
| Miyako                | 宮古               | 2.0               | 92.0            | JR East: Linea Yamada                 | Miyako    |
| Yamaguchi Danchi      | 山口団地           | 1.6               | 93.6            |                                       | Miyako    |
| Ichinowatari          | 一の渡             | 4.6               | 98.2            |                                       | Miyako    |
| Sabane                | 佐羽根             | 2.9               | 101.1           |                                       | Miyako    |
| Tarō                  | 田老               | 3.6               | 104.7           |                                       | Miyako    |
| Shin-Tarō             | 新田老             | 0.5               | 105.2           |                                       | Miyako    |
| Settai                | 摂待               | 8.3               | 113.5           |                                       | Miyako    |
| Iwaizumi-Omoto        | 岩泉小本           | 3.6               | 117.1           |                                       | Iwaizumi  |
| Shimanokoshi          | 島越               | 8.5               | 125.6           |                                       | Tanohata  |
| Tanohata              | 田野畑             | 2.0               | 127.6           |                                       | Tanohata  |
| Fudai                 | 普代               | 9.3               | 136.9           |                                       | Fudai     |
| Shiraikaigan          | 白井海岸           | 3.4               | 140.3           |                                       | Fudai     |
| Horinai               | 堀内               | 3.1               | 143.4           |                                       | Fudai     |
| Noda-Tamagawa         | 野田玉川           | 4.5               | 147.9           |                                       | Noda      |
| Tofugaura-Kaigan      | 十府ヶ浦海岸       | 1.7               | 149.6           |                                       | Noda      |
| Rikuchū-Noda          | 陸中野田           | 2.3               | 151.9           |                                       | Noda      |
| Rikuchū-Ube           | 陸中宇部           | 3.4               | 155.3           |                                       | Kuji      |
| Kuji                  | 久慈               | 7.7               | 163.0           | JR East: Linea Hachinohe              | Kuji      |